# Philodendron camposportoanum
Philodendron camposportoanum là một loài thực vật có hoa trong họ Ráy (Araceae). Loài này được G.M.Barroso miêu tả khoa học đầu tiên năm 1956.